# Ushichi jini aimasho
Ushichi jini aimasho/Ska vi mötas klockan 7? (7時にあいまショー) Ushichi jini aimasho spelades in i Tokyo 1963 med Kyu Sakamoto som läppsynkar till åtta av hans mest kända låtar. De korta musiksekvenserna spelades in i en studio i Tokyo av TBS. Ett urval av de scener som ses i videorna är; en traditionell japansk stad, en japansk restaurang och ett tunnförråd.
Låtarna framförs i denna ordning:
1. Good Timing
2. Goodbye Joe
3. Tsun tsun bushi
4. Voice-over
5. Ue o muite arukou (Sukiyaki)
6. Voice-over
7. Anoko no namae wa nantenkana (Vad kan hon heta?)
8. Voice-over
9. Kiminanka Kiminanka
10. Voice-over
11. Benkyo no cha cha (Plugga till cha cha)
12. Interljuv med låtskrivaren Rokusuke Ei
13. Miagetegoran Yoru no hoshiwo (Titta upp mot den blinkande stjärnan)